# Кварнбек
Кварнбек (нім. Quarnbek) — громада в Німеччині, розташована в землі Шлезвіг-Гольштейн. Входить до складу району Рендсбург-Екернферде. Складова частина об'єднання громад Ахтервер.
Площа — 16,17 км2. Населення становить 1777 ос. (станом на 31 грудня 2020).